# Barbara Wussow
Barbara Wussow (Monaco di Baviera, 28 marzo 1961) è un'attrice tedesca con cittadinanza austriaca, attiva principalmente in campo televisivo e teatrale.

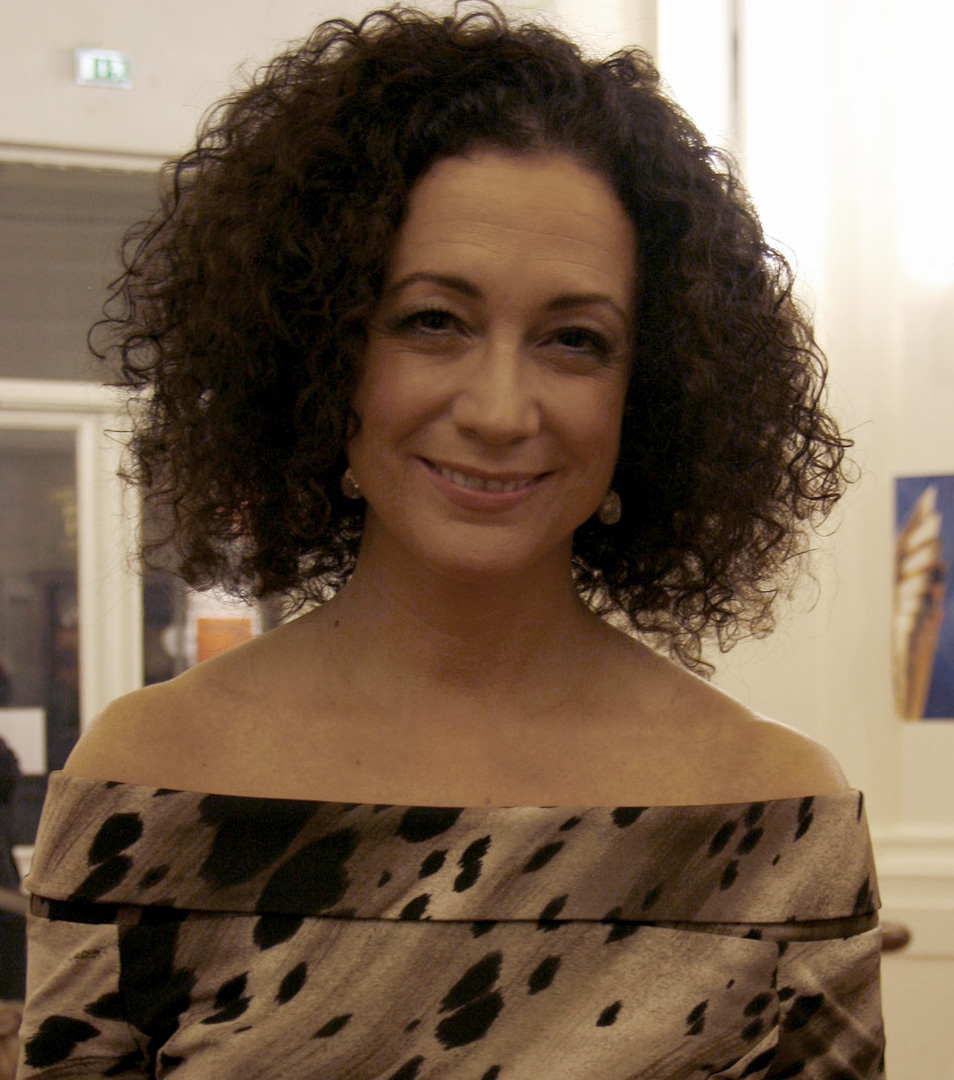
Barbara Wussow nel 2008

Figlia d'arte (degli attori Klausjürgen Wussow e Ida Krottendorf), ha partecipato ad oltre una quarantina di produzioni televisive, a partire dalla metà degli anni ottanta.
Tra i suoi ruoli più noti, figura quello di Suor Elke nella serie televisiva La clinica della Foresta Nera (Schwarzwaldklinik, 1985-1989). Ha recitato inoltre in vari film TV ispirati ai romanzi di Rosamunde Pilcher.

## Biografia

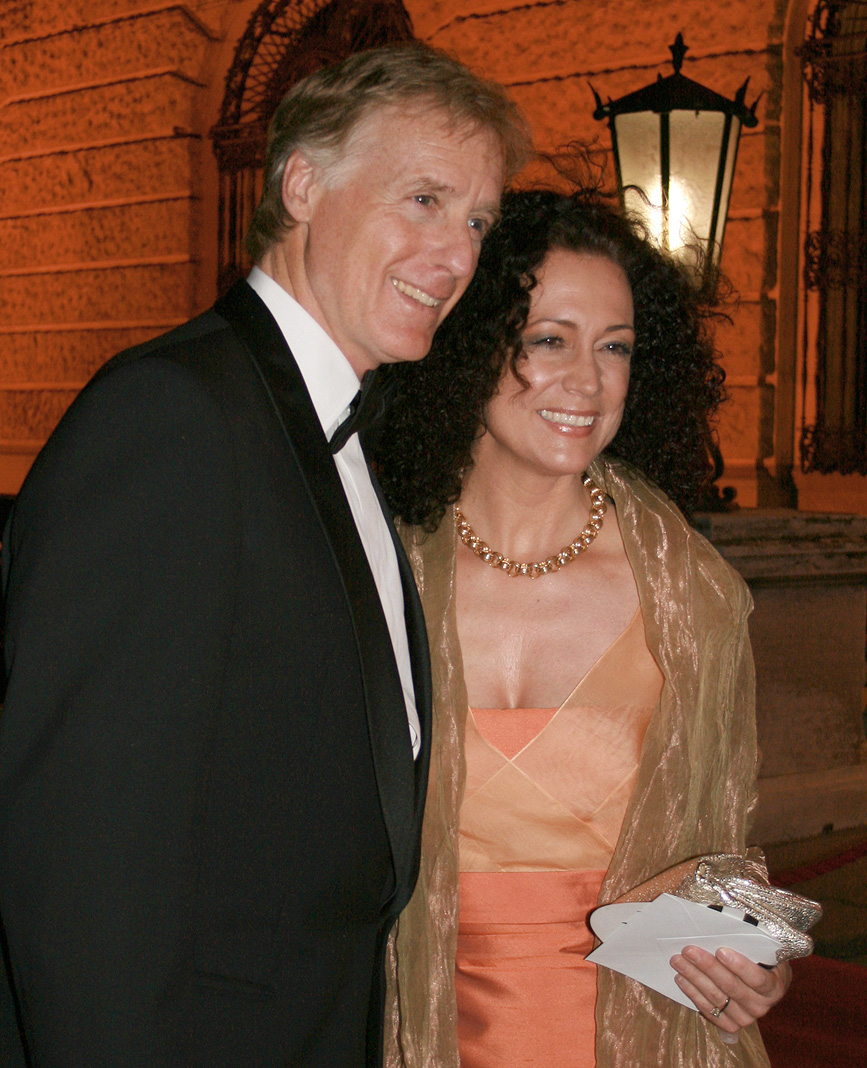
Barbara Wussow, assieme al marito, l'attore Albert Fortell

### Vita privata
È sposata dal 1990 con il collega Albert Fortell ed ha due figli, Nikolaus e Johanna.

## Filmografia parziale

### Cinema
- Ariadna (1990) - ruolo: Ariadna
- Wolfgang A. Mozart (1991) - Aloisia

### Televisione
- La clinica della Foresta Nera - serie TV, 55 episodi (1985-1989) - ruolo: Suor Elke
- Ein Heim für Tiere - serie TV, 1 episodio (1987)
- Keine Gondel für die Leiche - film TV (1989)
- SOKO 5113 - serie TV, 1 episodio (1990)
- Blaues Blut - miniserie TV (1990) - Helga Kerber
- Die Leute von St. Benedikt - serie TV, 13 episodi (1993)
- Hecht & Haie - serie TV, 1 episodio (1993)
- Rosamunde Pilcher - Karussell des Lebens - film TV (1994) - Prue
- Alte Freunde küßt man nicht - film TV (1995) - Kathrin
- SK Babies - serie TV, 1 episodio (1996)
- Teneriffa - Tag der Rache - film TV (1997) - Dott.ssa Bettina Mertens
- La nave dei sogni - serie TV, 1 episodio (1997) - Dott.ssa Christina Herbst
- Schalom, meine Liebe - film TV (1998) - Rebecca
- Stimme des Herzens - film TV (2000) - Dott.ssa Eva Strobel
- Rosamunde Pilcher - Der lange Weg zum Glück - film TV (2000) - Eleanor Dean
- Schloßhotel Orth - serie TV, 13 episodi (2001) - Susanne Neumann
- Eine Insel zum Träumen - Koh Samui - film TV (2001)
- Singapur-Express - Geheimnis einer Liebe - film TV (2002) - Mai Jacobus
- Liebe, Lügen, Leidenschaften - miniserie TV, 6 episodi (2002-2003) - Alpha Steininger
- Mein Mann, mein Leben und Du (2003) - Tessa
- La nave dei sogni - serie TV, 1 episodio (2003) - Eva Reimann
- Der Ferienarzt - serie TV, 1 episodio (2004)
- Tausendmal berührt - film TV (2004) - Karen Engel
- Wenn der Vater mit dem Sohne - film TV (2005)
- Rosamunde Pilcher - Wo die Liebe begann - film TV (2006)
- Agathe kann's nicht lassen - serie TV, 1 episodio (2006)
- Fjorde der Sehnsucht - film TV (2007)
- Die Frauen der Parkallee - film TV (2007)
- Terra d'amore - film TV (2008) - Franziska Borden
- Il mistero del lago - film TV (2009) - Sig.ra Grossi
- Dream Hotel - serie TV, 1 episodio (2009)
- Lilly Schönauer - serie TV, 1 episodio (2009)
- Rosamunde Pilcher - Eine Liebe im Herbst - film TV (2009)
- La clinica tra i monti: ritorno alla vita - film TV (2010)
- La donna velata - film TV (2010) - Claudia Viganò
- Squadra Omicidi Istanbul - serie TV, 1 episodio (2010)
- SOKO 5113 - serie TV, 1 episodio (2011)
- Rosamunde Pilcher - Englischer Wein (2011) - Jessie Watson

## Teatro (lista parziale)
- Der Rosenkavalier, regia di Rudolf Steinböck (1984)
- Wahlverwandtschaften (1984-1987)
- Monpti (1987-1989)
- Helden (1988)
- Das Himmelbett (1991)
- Die Lorbeeren des Monsieur Schütz (1995)
- Jedermann (2012)